# 헤를리베르크
헤를리베르크(독일어: Herrliberg)는 스위스 취리히주의 마일렌 지역에 있는 자치체이다.

## 역사
청동기 시대로 거슬러 올라가는 발견이 있다.
8세기에 Tächliswil이라는 마을이 세워졌다. Wezzo(오늘날 베치빌)라는 작은 마을은 797년에 장크트갈렌 수도원에 기증되었다. 브라이트빌, 키텐뮐 및 인트빌을 포함한 다른 많은 작은 마을도 있다.
헤를리베르크는 1153-1155년에 Hardiperc로 처음 언급되었다. 1273년에는 Herdiperch로, 15세기 중반에는 Härliberg로 언급되었다.
와인 재배는 수세기 동안 중요했다. 중세 시대에는 대부분의 땅이 취리히 교회(그로스뮌스터 및 프라우뮌스터)에 속했지만, 1412년에 헤를리베르크가 리브의 장소로 설립되었다. 이것은 헤를리베르크를 취리히와 연관시켰다. 1815년부터 시정촌은 마일렌구의 일부이다.
베치빌의 예배당은 1370년 이전이다. 첫 번째 학교는 1639년에 문을 열었다. 그 후 1687년에는 지역 교구 교회가 세워졌다.
1886년, 와인 재배가 절정에 달했을 때, 헤를리베르크는 174명의 와인 재배자를 보고 1.3k㎡의 포도밭을 관리했다.
1896년 취리히까지 철도가 개통되면서 헤를리베르크는 취리히 교외의 일부로 발전하기 시작했다.

## 지리

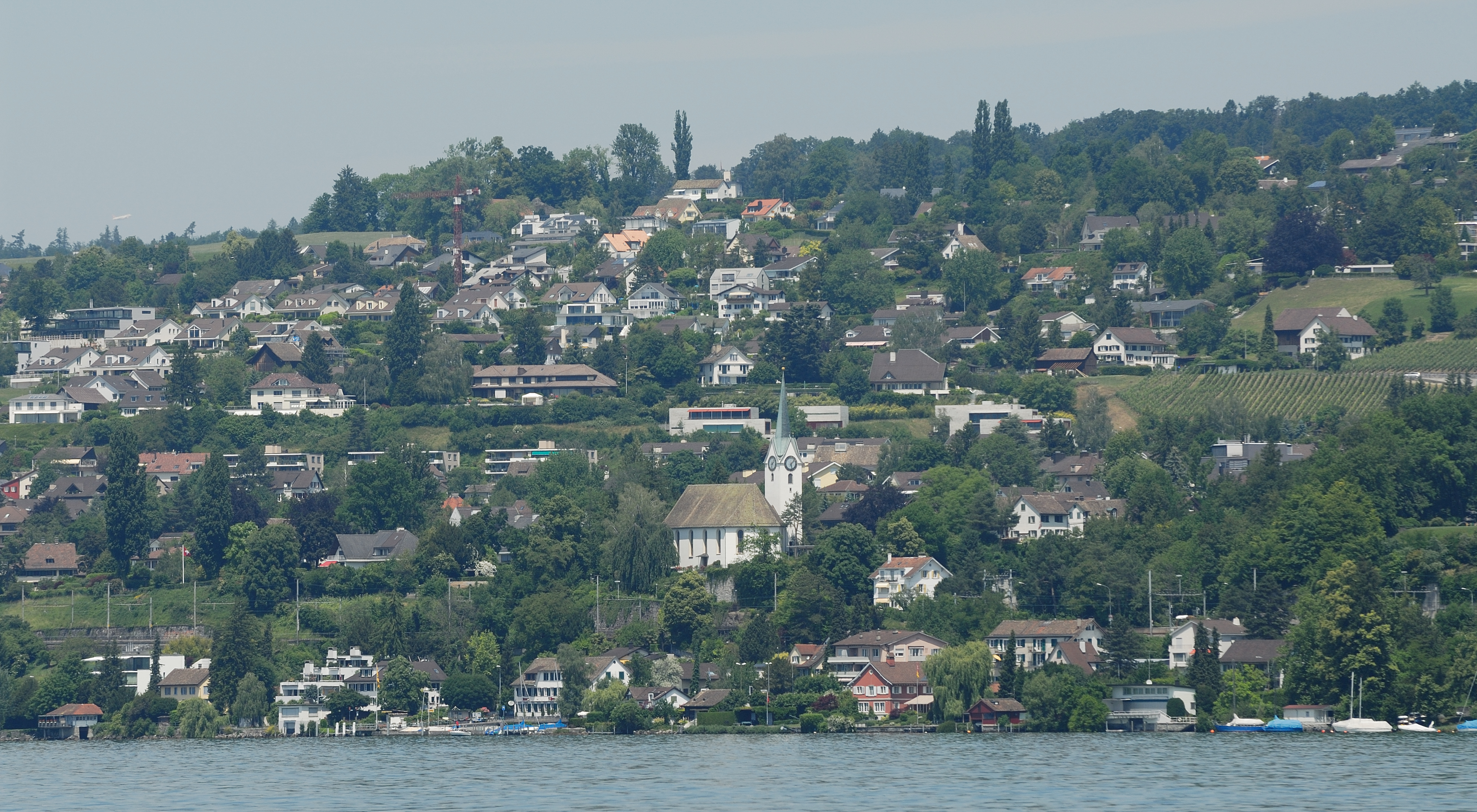
취리히호 건너편에서 본 헤를리베르크

헤를리베르크의 면적은 9k㎡이다. 이 면적 중 56.5%는 농업용으로 사용되며, 24.2%는 산림이다. 나머지 토지 중 19.2%는 정착지(건물 또는 도로)이고 나머지(0.1%)는 불모지(강, 빙하 또는 산)이다. 1996년 주택과 건물이 전체 면적의 15.1%를 차지했고, 나머지는 교통 기반시설(4.2%)이 차지했다. 전체 비생산 지역 중 물(하천과 호수)은 면적의 0.1%를 차지했다. 2007년 기준으로 전체 시정촌 면적의 18.2%가 어떤 유형의 건설을 진행 중이었다.
파넨슈틸 지역의 취리히 호수 북쪽 제방에 위치하고 있다. 지역 방언으로 헤를리베르크는 Herrlibärg라고 불린다.
중앙 광장에서 취리히 중앙역까지의 거리는 12km이다. 지역은 5개의 계층에 배치된다.
시정촌은 취리히 호수를 따라 세 개의 별도 정착지, 해안을 따라 있는 정착지, 계단식 경사면에 있는 이중 마을 및 언덕 꼭대기에 있는 정착지로 구성된다. 여기에는 베치빌의 작은 마을, 브라이트빌(오늘날 Kittenmühle로 알려짐) 및 흩어져 있는 농가도 포함된다.

## 인구통계

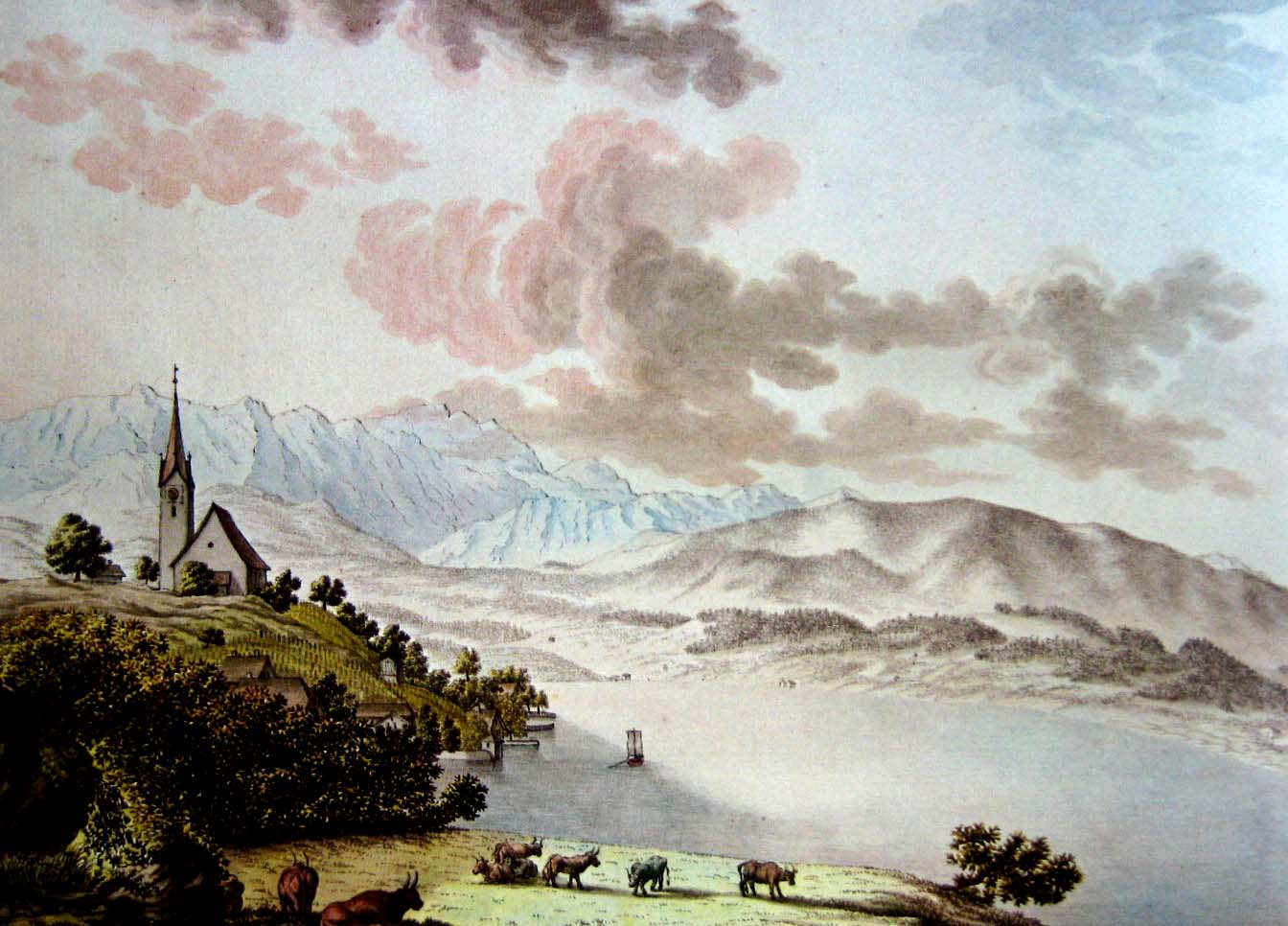
1786년 5월 21일 헤를리베르크 수채화. 린트의 한스 C. 에셔

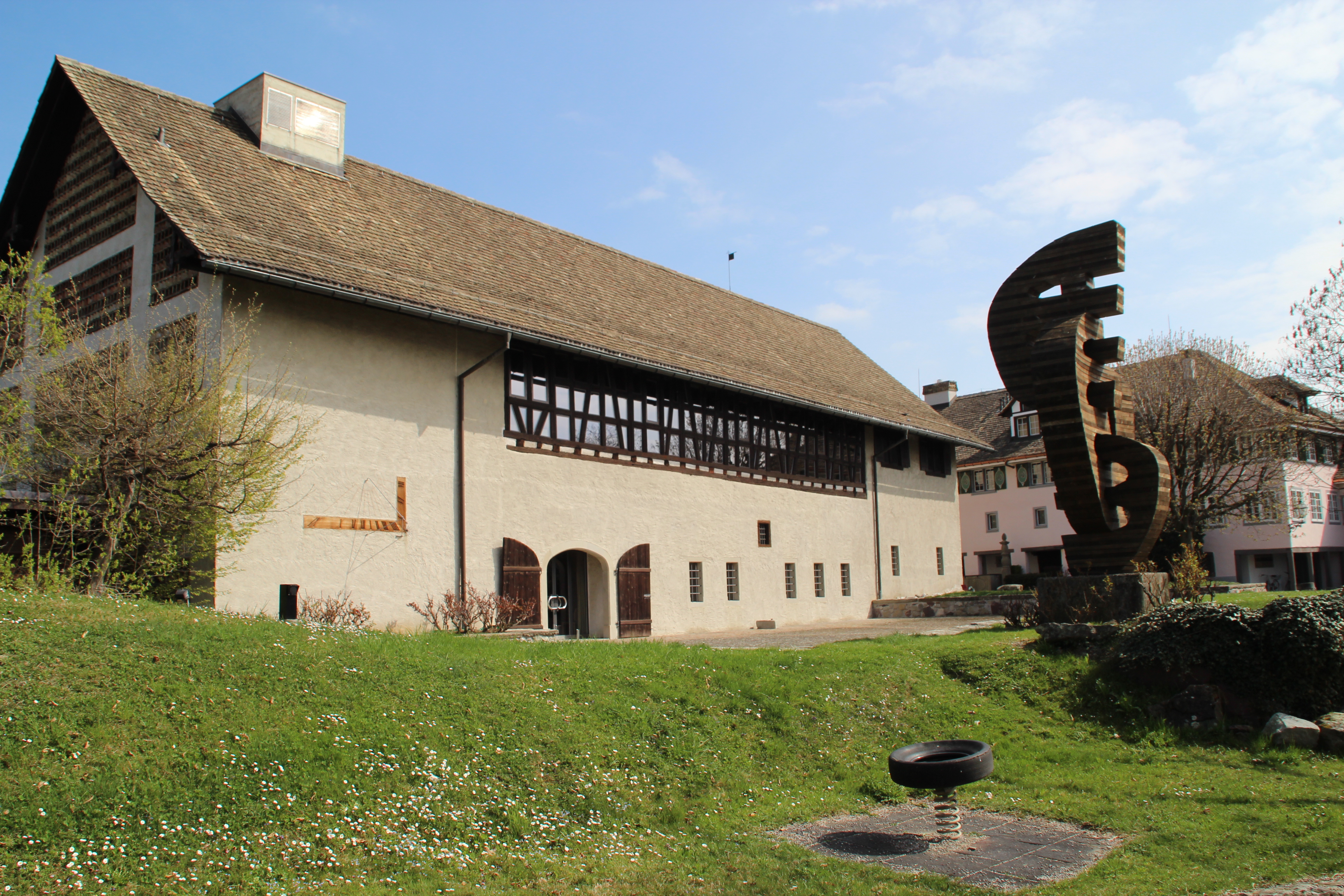

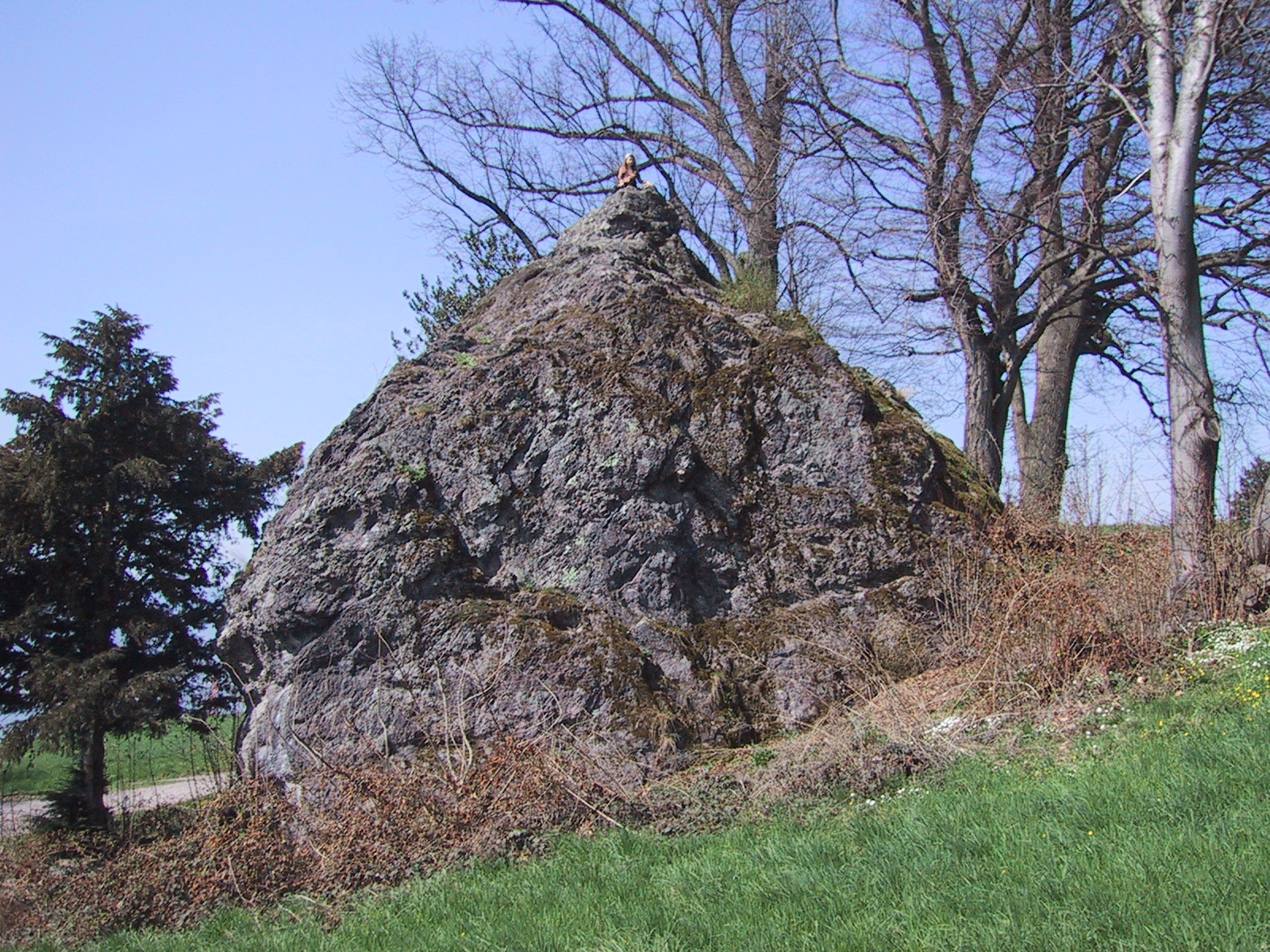

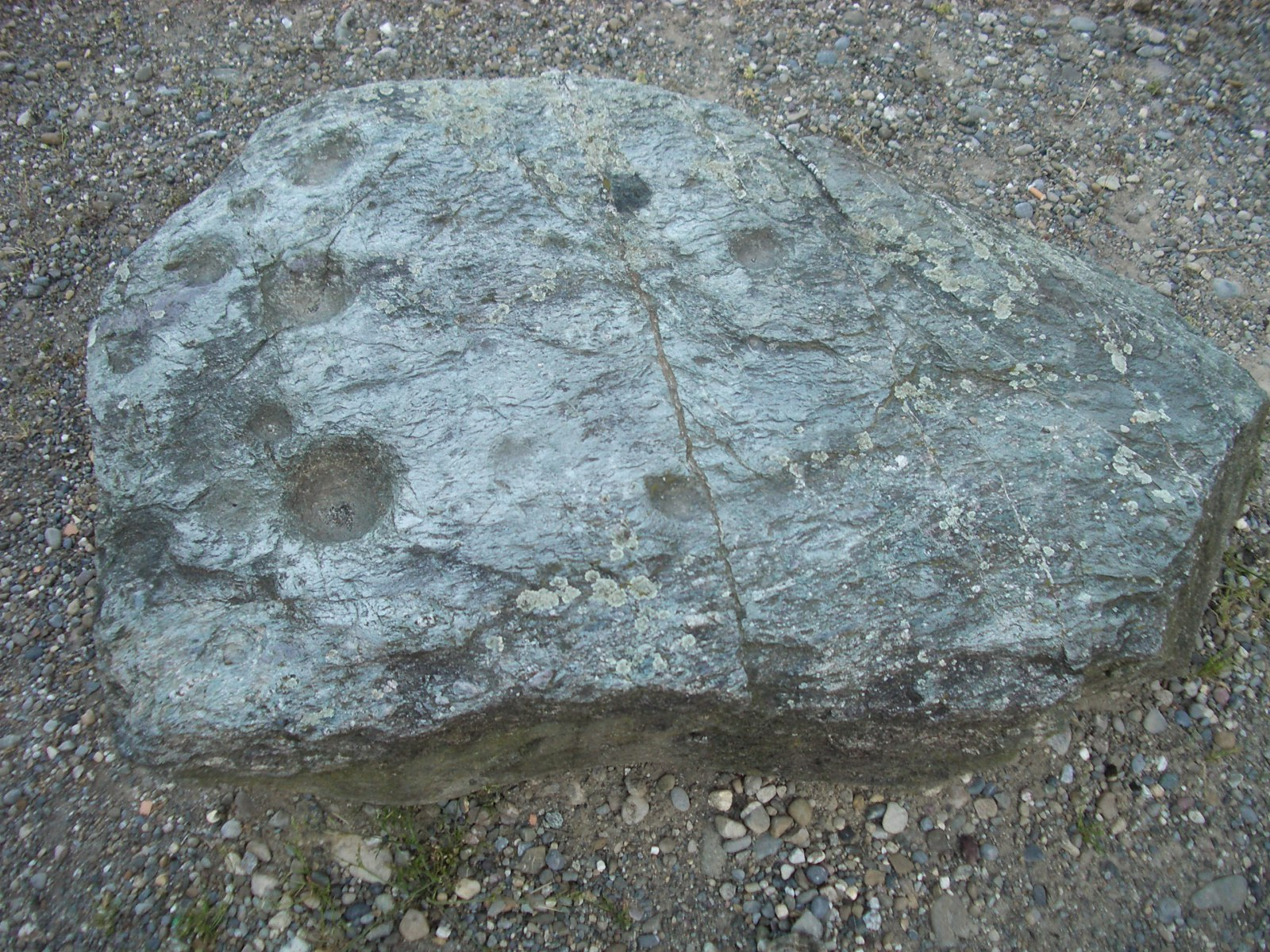
노리딕 청동기 시대의 컵 자국

2020년 12월 31일 기준, 헤를리베르크의 인구는 6,567명이다. 2007년 기준으로 전체 인구의 14.6%가 외국인이다. 2008년 기준으로 인구의 성별 분포는 남성 48.5%, 여성 51.5%였다. 지난 10년 동안 인구는 13.8%의 비율로 증가했다. 2000년 기준, 인구 대부분인 89.2%가 독일어를 사용하며, 영어가 두 번째로 많이 사용(2.9%), 프랑스어가 세 번째(2.2%)로 사용된다.
2007년 선거에서 가장 인기 있는 정당은 41%의 득표율을 기록한 SVP였다. 다음으로 가장 인기 있는 3개 정당은 FDP (26.5%), SPS (10%) 및 CSP (8.8%)였다.
인구의 연령분포(2000년 기준)는 어린이와 청소년(0~19세)이 전체 인구의 21.4%, 성인(20~64세)이 62.6%, 노인(64세 이상)이) 16%를 차지한다. 전체 스위스 인구는 일반적으로 교육 수준이 높다. 헤를리베르크에서는 인구의 약 88.5%(25-64세)가 비필수 고등교육 또는 추가 고등교육(대학 또는 응용학문대학)을 완료했다. 헤를리베르크에는 2,422세대가 있다.
헤를리베르크의 실업률은 1.48%이다. 2005년 현재 1차 경제 부문에 94명이 고용되어 있고, 이 부문에 약 25개 기업이 참여하고 있다. 122명이 2차 부문에 고용되어 있고, 이 부문에 29개의 기업이 있다. 785명이 3차 부문에 고용되어 있으며, 이 부문에는 194개의 기업이 있다. 2007년 기준 노동인구의 55.6%가 상근직이고, 44.4%가 시간제이다.
2008년 현재 헤를리베르크에는 1,571명의 가톨릭교도와 2,564명의 개신교 신자가 있다. 2000년 인구 조사에서 종교는 몇 가지 더 작은 범주로 분류되었다. 인구 조사에서 52.3%는 일종의 개신교였으며, 50.8%는 스위스 개혁 교회에, 1.5%는 다른 개신교 교회에 속했다. 인구의 26.6%가 가톨릭 신자였다. 나머지 인구 중 0%는 이슬람교도, 3.7%는 다른 종교(목록에 없음), 2.6%는 종교를 갖고 있지 않으며, 14.5%는 무신론자 또는 불가지론자였다.
역사적 인구는 다음 표에 나와 있다.
| 년도 | 인구    |
| ---- | ------- |
| 1467 | 42 가구 |
| 1634 | 516     |
| 1760 | 979     |
| 1850 | 1,144   |
| 1888 | 964     |
| 1900 | 985     |
| 1950 | 2,298   |
| 2000 | 5,499   |

## 볼거리

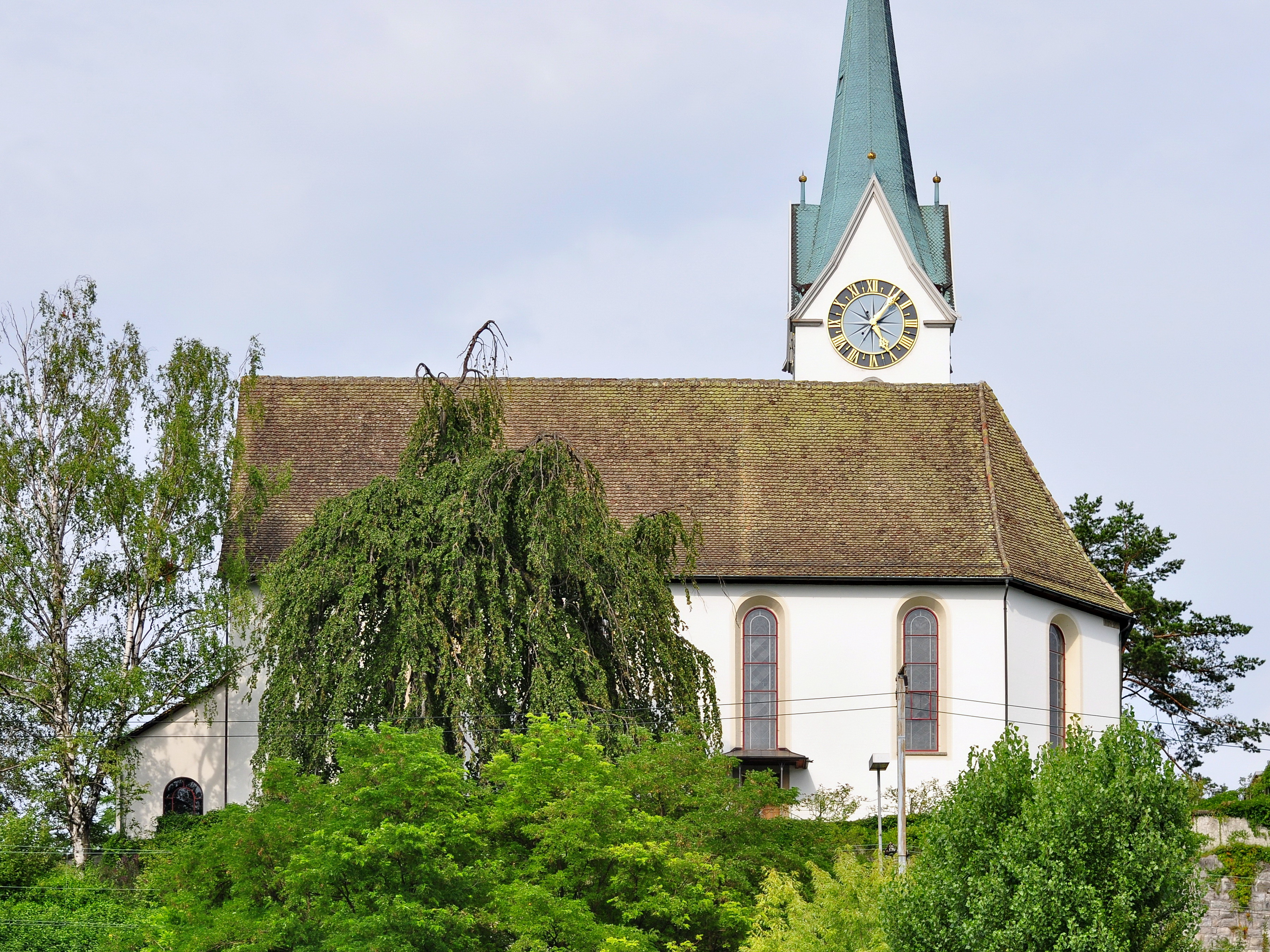
헤를리베르크 교회 (2009)

헤를리베르크에는 세 개의 교회가 있다. 개신교 교회는 베치빌과 탈에서 찾을 수 있다. 가톨릭 성 마리엔 성당은 최근에 지어진 건물로 눈에 띈다. 건축물이 독특하다.

## 교통
헤를리베르크-펠트마일렌역은 S6 노선의 취리히 S-반과 S16 노선의 종점역이다.
여름에는 취리히호 해운(ZSG)이 운영하는 호수를 따라 라퍼스빌까지 취리히로 가는 정기편 보트가 있다.